# شاكيل أحمد
شاكيل أحمد (7 يناير 1988 في بنغلاديش - ) هو لاعب كرة قدم بنغلاديشي في مركز الوسط. شارك مع منتخب بنغلاديش لكرة القدم. أما مع النوادي، فقد لعب مع الشيخ رسل كريه شقرا ‏.

## روابط خارجية
- شاكيل أحمد على موقع قاعدة بيانات كرة القدم.إي يو (الإنجليزية)
- شاكيل أحمد على موقع ناشيونال فوتبول تيمز (الإنجليزية)
- شاكيل أحمد على موقع Soccerway.com (الإنجليزية)
- شاكيل أحمد على موقع عالم كرة القدم.نت (الإنجليزية)